# Uled Mehalhal
Uled Mehalhal (en árabe: أولاد أمهلهل‎, en francés: Ouled Mehalhal) es una localidad marroquí perteneciente al municipio de Ulad Settut, en la región Oriental. Desde 1912 hasta 1956 perteneció a la zona norte del Protectorado español de Marruecos.